# Super Force
Super Force es una serie de televisión estadounidense de acción y aventura que fue emitida de octubre de 1990 a mayo de 1992. La serie trata sobre un exastronauta que usa una armadura de combate y una motocicleta para luchar contra el crimen en la ciudad de Metroplex en el año 2020.
Transmitida por Viacom, Super Force fue hecha junto con otras series como Superboy y Lightning Force. 
De manera poco habitual para una serie de 30 minutos por episodio, Super Force se estrenó con un telefilm de 2 horas de duración, que posteriormente fue dividido en 4 episodios para ser emitidos.

## Argumento[3]
El astronauta Zachary Stone (Ken Olandt) regresa de una misión espacial a Marte y descubre que su hermano, un oficial de policía, ha sido asesinado y los criminales responsables no han sido capturados. Frustrado, Zach ingresa al Departamento de Policía de Metroplex como detective.
Poco después Zach es contactado por F.X. Spinner (Larry B. Scott), un científico de Hungerford Industries que ha hecho un prototipo de traje espacial que nunca ha sido usado. Después del asesinato del fundador de Hungerford Industries, E. B. Hungerford (Patrick Macnee), un amigo cercano de la familia Stone, Zach convence a F.X. para que modifique el traje espacial para combatir el crimen; dicho traje convertido en armadura, junto con una motocicleta, forma el equipo de combate contra el crimen llamado "Super Force", asistido por Hungerford (voz de Macnee), una computadora de inteligencia artificial creada mediante la combinación de los archivos personales y psicológicos de Hungerford con los archivos de la compañía.
Durante la segunda temporada Zach decide limitar sus poderes psíquicos para luchar contra el crimen, como resultado de su experiencia cercana a la muerte en el episodio final de la primera temporada. También en esta temporada ingresa al equipo Super Force la oficial de policía  Zander Tyler (Musetta Vander).

## Personajes

### Héroes
- Zach Stone - El protagonista. Zach, un exastronauta, ingresa a la policía de Metroplex después del supuesto asesinato de su hermano. Pero debido al incremento de la violencia y el lento progreso del trabajo policial, Zach se convierte en Super Force. Como Super Force, Zach incrementa su fuerza física con un campo de fuerza que rodea la armadura y un casco que tiene un visor.
- FX Spinner - Un ex-pandillero con una segunda oportunidad, FX es el cerebro de los equipos. En el episodio "Yo! Super Force!" se revela que tiene 3 primos que trabajan como agentes encubiertos.
- E.B. Hungerford - El dueño de Hungerford Industries y mentor de Zach durante un tiempo, E.B. es asesinado en el primer cuarto de la película piloto. Aunque él, después de su muerte, es convertido en una simulación computarizada.

### Villanos
- Tao Satori - El villano principal de la serie. Satori tiene un lado humanitario, pero secretamente es un cruel líder criminal. Debido a que tiene un estilo de vida japonés los hombres de Satori usualmente se refieren a él como "oyabun", la palabra japonesa para padrino.
- Mink Navarro – Mafioso local que aparece en el episodio Water Mania de la primera temporada y se le menciona en la segunda temporada.

## Estreno en DVD
El 19 de septiembre de 2017 se anunció que Visual Entertainment adquirió los derechos de la serie. Subsecuentemente la serie completa de Super Force en DVD para la Región 1 salió al mercado el 12 de octubre del mismo año.